# Wikipower
Wikipower est une société belge active dans le domaine de l’énergie. Elle organise des achats groupés, notamment d’électricité et de gaz, et fournit un comparateur de prix de l'énergie en ligne et un comparateur de prix des abonnements télécoms. Son activité est essentiellement basée en Belgique, mais elle est également présente en France. La société est basée à Liège, en Belgique.

## Activité
Organisant initialement des achats groupés d’électricité et de gaz, Wikipower s’est d'abord diversifiée vers les achats groupés de panneaux photovoltaïques. Elle a ensuite proposé des achats groupés de mazout, de pellet et de bois. Viennent se rajouter ensuite des achats groupés de LED, d’isolation et d’assurances. En 2019, elle se lance dans l’achat groupé de télécommunication. En 2020, plus de 200 000 ménages avaient déjà participé à ses achats groupés. Ces actions sont accessibles aux ménages ainsi qu'aux indépendants.
La société est principalement active en Belgique. Elle s’associe entre autres à des associations et des groupements comme la Ligue des familles et Greenpeace ainsi qu'à diverses communes belges pour co-organiser avec elle des achats groupés dédiés aux habitants concernés.
En parallèle à ses activités liées à l’organisation d’achats groupés, la société lance en 2013 un comparateur de prix de l’électricité et du gaz, Comparateur-Energie.be. Ce comparateur permet aux particuliers et aux professionnels de comparer les différentes offres dans le but de réaliser des économies. Le prix n'est pas le seul critère de comparaison, il est aussi possible de prendre en compte la provenance de l'énergie. En 2019, la Commission de Régulation de l’Electricité et du Gaz en Belgique (CREG) lui octroie son premier label de qualité,.
En juillet 2021, Wikipower lance Comparateur-Telecom.be, un comparateur de prix des abonnements télécoms (Internet, TV et téléphonie).
En octobre 2021, Wikipower se voit à nouveau octroyé le label de qualité de la CREG, cette fois en tant qu'intermédiaire en achats groupés d’électricité et de gaz naturel. Cette charte permet de garantir au consommateur l’objectivité et la qualité des informations qui lui sont transmises lors de sa participation à un achat groupé.

## Histoire
Wikipower est une SPRL fondée en 2011 par Michaël Corhay associé à Maxime Beguin à la suite de la libéralisation du marché de l'énergie. Elle reçoit très vite le soutien de l’homme d’affaire belge Laurent Minguet qui entre dans le capital à hauteur de 25 %.
En 2013, Michaël Corhay quitte l’entreprise et l’actionnariat de Wikipower pour créer MEGA une société de fourniture d’électricité et de gaz. Maxime Beguin devient alors l'unique dirigeant de Wikipower.
En 2015, elle crée une filiale française, Wikipower France, afin de s’attaquer au marché français en 2016
En 2018, Laurent Minguet sort du capital de la société. Ses parts sont rachetées par Maxime Beguin, Philippe Beguin (le père de ce dernier), ainsi que son associé Quentin Gonay. Jérémy Wolf et Antoine Dumont, tous deux membres de l'entreprise, détiennent aujourd'hui également des parts de la société .
En 2019, Wikipower est nommée aux Trends Gazelles et obtient la 7e position de la province de Liège pour la catégorie « Petites entreprises » pour la période s’écoulant de 2013 à 2017, et elle est décrite comme témoignant du dynamisme et de la diversité de sa province. Cette même année, 60 000 ménages belges ont changé de fournisseur par l'intermédiaire de Wikipower.
En 2020, Wikipower est élue Trends Gazelle pour la province de Liège  et ensuite, Trends Gazelle nationale dans la catégorie « Petites entreprises » pour la période s’écoulant de 2014 à 2018. D'autre part, Wikipower organise un achat groupé solidaire pour aider la Croix-Rouge de Belgique dans sa lutte contre le covid-19. Cette action gratuite pour les ménages participants a permis de verser 23.092 € à l'association.
Début 2021, face à un hiver vigoureux, 7 villes et communes wallonnes (Enghien, Ath, Sambreville, Courcelles, Oupeye, Farciennes et Silly) organisent un achat groupé avec Wikipower afin de permettre à leurs habitants de bénéficier d'un contrat d'énergie plus avantageux. Le journal Le Soir lance également son achat groupé en partenariat avec Wikipower.
Face à la flambée des prix de l'énergie observée début d'année 2022, 12 autres communes situées en Wallonie et à Bruxelles (Etterbeek, Sprimont, Braives, Jodoigne, Enghien, Silly, Ath, Antoing, Farciennes, Sambreville, Fosses-la-Ville et Walcourt) décident de passer par un achat groupé organisé par Wikipower pour aider leurs citoyens à limiter l'augmentation de leurs factures d'énergie.

## Produits
Wikipower propose un comparateur des prix de l'électricité et du gaz, un comparateur de prix des abonnements télécom ainsi que des achats groupés d'électricité, de gaz, de photovoltaïque, d'isolation, de LED et d'assurances.